# Sogno (Gianna Nannini)
Sogno è un brano musicale della cantante italiana Gianna Nannini, contenuto all'interno dell'album Giannadream - Solo i sogni sono veri.
La canzone è stata pubblicata come terzo singolo estratto dall'album, ed è entrata in rotazione radiofonica e resa disponibile per il download digitale a partire dal 18 settembre 2009. Come il precedente singolo, anche questo ha fallito l'ingresso nella Classifica FIMI.
Il brano ha fatto anche da colonna sonora al film Viola di mare, presentato alla Mostra del Cinema di Roma, il 19 ottobre 2009.

## Il video
Il video musicale prodotto per Sogno ha debuttato nelle reti musicali il 5 ottobre 2009, quasi 3 settimane dopo la pubblicazione del singolo; il video non vede la presenza di Gianna Nannini, ma risulta essere un collage di immagini estratte dal mondo, con protagonisti molti bambini di paesi in via di sviluppo o comunque di altre culture da quella occidentale.

## Tracce
Download digitale
1. "Sogno" - 4:30